# 绣春刀 (电影)
《繡春刀》（英語：Brotherhood of Blades）是一部2014年上映的中國古装动作片，由中国电影股份有限公司、中央新闻纪录电影制片厂（集团）、北京大楚长歌影视文化有限公司和北京合力映画影视文化传媒有限公司联合出品，中影公司发行，并由青年导演路阳执导，张震、王千源、李东学、刘诗诗领衔主演。影片以明朝崇祯帝登基伊始为背景，讲述了三个锦衣卫结拜兄弟奉命追杀至凤阳守灵途中的前东厂大太监魏忠贤，然而追捕过程中的一念之差却彻底改变了兄弟三人的命运，最终导致了不可逆转的悲剧后果。
本片于2013年6月7日在北京怀柔影视基地正式开机，至8月初转场内蒙古拍摄外景，同年8月12日杀青关机。影片原定于2014年8月20日在中国大陆正式公映，后提前至8月7日上映。
前傳《绣春刀2：修罗战场》于2017年7月19日上映。

## 故事
明朝天啟七年八月乙卯日（公元1627年9月30日）熹宗駕崩，熹宗五弟信王於10月2日登基是為崇禎，崇祯即位后开始铲除当时盛极一时的阉党势力、励精图治，试图成为中兴之主，革除魏忠贤职位后令其前往凤阳为明太祖守陵。卢剑星、沈炼和靳一川三人为结拜兄弟，三人身份也为锦衣卫。大哥卢剑星性格忠厚，想要补其父亲百户之缺升官至百户。在数年前，二哥沈炼查抄周家，周家十二岁的女儿周妙彤被安排到教坊司当妓，沈炼对其暗生情愫，欲将她赎出。而三弟靳一川因身世问题受到知道秘密的师兄丁修纠缠，靳一川同时也患有肺痨。
在魏忠贤离京前往凤阳时，东厂提督太監趙靖忠奉崇禎御旨抓回魏忠賢，于早晨来到锦衣亲军都指挥使司并选择了由盧劍星、沈煉、靳一川三名錦衣衛来执行命令。于是三兄弟携部下即刻趕赴，并在当夜追上了暂时在阜城县一旅店落脚的魏忠贤一行。在卢剑星的决定下，强闯旅店由他们三人除掉魏忠賢。三人在与魏忠贤手下混战中，沈炼趁机上楼与魏忠贤相见，在魏忠贤金钱诱惑下以及想为周妙彤赎身而放过了魏忠贤，沈炼于是在杀掉魏的僮仆后充作魏忠贤之尸，用假尸首蒙混朝廷。因此举使得盧劍星、沈煉、靳一川三人卷入政治风暴，酿成大祸，以至于最终三兄弟中只有沈炼一人活了下来。

## 演員表
| 演員   | 角色           | 備註 |
| 張震   | 沈煉           | 錦衣衛總旗（正七品），結義三兄弟中排行老二。 |
| 李東學 | 靳一川（丁顯） | 錦衣衛小旗（從七品），結義三兄弟中排行老三，真實身份為殺掉追捕他的錦衣衛並冒名頂替的盜匪。因此常被其師兄丁修勒索銀兩。 丁白纓之徒，（繡春刀2：修羅戰場）片尾提及。 |
| 王千源 | 盧劍星         | 錦衣衛總旗（正七品）→百戶（正六品），結義三兄弟中排行老大。 |
| 劉詩詩 | 周妙彤         | 教坊司官妓，沈煉愛慕的女子，12歲時被錦衣衛抄家，沈煉也在隊列中。                                                                                                   |
| 聶遠   | 趙靖忠         | 內宮秉筆太監，東廠提督，魏忠賢的義子。 |
| 朱丹   | 魏廷           | 魏忠賢的義女。 |
| 周一圍 | 丁修           | 靳一川的師兄，後成為沈煉的夥伴。 |
| 趙立新 | 韓爌           | 內閣大學士首輔。 |
| 葉青   | 張嫣           | 白鷺醫館醫師女兒。 |
| 金士傑 | 魏忠賢         | 前任內宮秉筆太監、東廠提督與閹黨黨魁。 |
| 葉項明 | 崇祯帝         | |

## 制作
本片是路阳执导的第三部电影，也是他最想拍和最早构思的电影。萌发拍摄这个电影的念头在路阳拍摄处女作《盲人电影院》之前就有了。在2010年10月下旬完成《电影院》后便开始与团队人员构思大纲以及开始写剧本，初稿在一个月后完成。问及影片的由来，路阳表示，他很早以前看过一部日本小说，讲述为皇帝卖命的剑客集团，其中有一个年轻剑客与一位医生之女相爱的故事。由于他当时非常喜欢那部小说，希望以人物为原型拓展成故事。加之当时他正在看明朝历史，认为明朝很黑暗血腥，當中有浪漫元素，尤其锦衣卫和那部小说里的剑客集团很贴合，明朝政局的复杂性和浪漫气息也很符合这个故事，于是便将两个元素融合在一起构思出了这个剧本，同时作为一个武侠片迷的路阳也希望能“突破武侠片原来的路子”，他认为近年来的武侠电影脱离了江湖，从初稿到开拍用了2年半的时间前后修改了十余稿。在电影创作中路阳也参考了《黄昏清兵卫》这部电影，他认为《清兵卫》与《绣春刀》这部电影有想通之处。有因为考虑到日本电影风格独特，路阳选择了更加类型化的现代电影手法去拍摄。。在片名上，路阳更喜欢最初的《飞鱼服绣春刀》，他认为锦衣卫所穿戴和佩戴的飞鱼服和绣春刀能与电影本身气质形成反差，之所以改名是艺术和商业妥协的结果。
路阳表示，自己并不想做一部普通的武侠片，而是希望坚持写实的风格展示“当时社会背景下很真实的一群人”以及那个时代的质感，包括影片中设计的服装、造型、刀具都非常贴近那个时代，他为了在细节方面却更加强调历史的真实性而亲自查阅许多史料。在服饰上路阳认为锦衣卫既然是一种特务组织，那么他们的服饰应带有一种压迫感，但也要精致有美感，且具有符号性让人会有本能的恐惧感。电影的造型指导兼服装设计的梁婷婷在这种思路下最终呈现了现在电影上映后的飞鱼服这种服装，同时在材质上也皮革制成，虽然与真实的飞鱼服也有一定差距，但也从神髓上有所继承，并以此为基础加入了一些衬托演员造型的东西，路阳也表示对最终设定很满意。《绣春刀》的电影配乐由王宗贤让谱曲，他曾为《神话》、《无人区》等电影担任音乐指导。
角色选择上，路阳表示看过剧本后就浮现出张震的形象，并多次赴台邀请张震并最终对张震的表演称道无可挑剔，认为他赋予了角色人物的厚重感和丰富度。饰演卢剑星的王千源表示是因为扎实的剧本，细腻的角色关系吸引了他参与电影拍摄。王千源也在之后坦言这一角色是他诠释得最震撼人心的角色。而饰演靳一川的李东学则因这个角色鲜明的个性所吸引，李学东认为这个人物单纯而且懂事之后依然保有的这种单纯。虽然最开始这个角色并非由李东学扮演，但他已被这个角色吸引而主动向导演申请并说服了导演。与主角之一靳一川有关的配角丁修由周一围饰演，周一围也是导演路阳的“老相好”，张震也曾意扮演这个角色。周一围坦言他对角色的选择没有正义或邪恶之分，只要这个角色有趣就行，他同时表示这个角色是他的的第一选择，路阳表示因为丁修这个角色身份特殊不是体制内的人物，所以表演方式不一样。魏忠贤的义女魏廷最初设定上是一个男性角色，路阳为了平衡戏中男性角色过多的局面而将其转化为了女角，魏廷的扮演者朱丹曾与路阳有合作经历，朱丹在受邀后立刻同意了，这也是她首次接触古装剧。朱丹很满意这个有“耍帅”机会的“帅气”的角色以及她在片中的形象。
在完成剧本两年半后剧组才找到资金，基于对剧本的欣赏及监制张家振的保举下，中影集团决定投资《绣春刀》，预算3000万，中影为主要投资方。《繡春刀》在北京的中影基地拍攝外，並在內蒙古乌兰布统乡的红山军马场拍攝外景，外景拍摄中为了节省资金将75天的制作周期又砍掉10天。也是碍于经费的缘故，電影拍摄周期最终只有67天。本電影用的是比較實在的武打拍攝方法。虽然电影骨子里是一部武侠片，但路阳认为可以归类为古装古装动作片。路阳同时表示这部电影的打戏风格受《谍影重重》影响最大，这样也更符合片子的的写实度，虽然比不上专业的动作片，但是能抓住观众的情绪。他同时也说道他最想要是情绪的突然爆发所带来的热血以及临场感，而非考虑动作是否优美。电影幾乎全程“零威亞”，而主演早在電影開拍前兩三個月就開始勤練刀法，也接受了专业训练。

## 主题
路阳认为他想给观众讲的并不是一个政治的故事，而是在苦难中还能迸发出人性光辉的故事，也是一个即使自身是个小人物也决不放弃对自身命运进行反抗的故事。剧中人物并没有正邪之分，因各自的的立场和利益走到了对立面。下层人物有生存的意义但最终成为上层的“消耗品”，而下层人物想要摆脱下层的身份乃至为了实现一些世俗愿望又受到上层的不接受，这也正是当时明代锦衣卫们的生存状况，在这其中展现了从古至今官场和职场的残酷与黑暗，也揭示了电影的主要矛盾即上层与底层的矛盾，路阳也表示电影拍摄成古装只是一种形态，且能够比现代片更富浪漫色彩。路阳希望片中的英雄都是以普通人为基础的，做普通人想做但不敢做的事情。电影中没有江湖，没有侠客，最大的风格就是写实，作为一部表现男人情谊的戏，它是在现实主义基础上去浪漫的。
电影中最后的结局，在后来路阳认为是因为“它带有一种我们对生活的态度”。路阳说道他和他的团队为了拍摄完这部电影经历了许许多多的挫折，但也最终坚持了下来。于是路阳想给观众“一种鼓舞，生活再恶心，只要你有希望，就有可能去改变命运”，也同时为剧中的三个很惨的主人公一个念想。

## 评价
搜狐娱乐的“逆规则”认为：“在这个追捧夸张写意的乱世里，作为武侠片的《绣春刀》，却只想做一个安静的写实派弟子。它的写实，是实到骨子里的。社会背景之严谨，接近于那些年很严肃、很正经的古装历史剧；动作场面的设计，抛弃了上天入地，以实战风格为主；更重要的是，赐予角色的性格，不像来自遥远的虚构江湖，而是仿若从水深火热的现實裡提炼而来。最终，它走向了另一个极端，没有侠客，没有江湖，没有武侠的幻与魅，只有依托于现实质地的社会与人性逻辑。它的浪漫成份，也浸染着苦涩的残酷味道。”
网易影评写到：“《绣春刀》好看的地方一目了然，服饰、兵器等美术设计精致到位，故事设定不是传统武侠片常见的飞天遁地不着边际，讲的是明朝几个基层武官在权利斗争中的生存和选择，对官场政治的描写也比较实在；不过，影片的缺点同样突出，剧情模式老套，缺乏好桥段，为打而打，遇到转折处基本靠说台词加打斗过渡，尤其到了后半段人物动机撒狗血，剧情进展时常露怯。”
《广州日报》的王振国：“《绣春刀》剧情走的是兄弟情义、儿女情长的套路，是一部整体还过得去的武侠动作片，作品不完美却足够用心。影片立意也有新意：形势往往比人强，虎落平阳的大侠根本无法行侠仗义。”著名影评人魏君子：“《绣春刀》让我想到三部电影，兄弟间的情义——《喋血街头》，兄弟深陷慾望泥潭——《窃听风云》，家国兴亡的乱世咏怀——《大明劫》。当然还有点《剑雨》的气质，但前半部分显然写实，后面憾嫌冗余。总而言之，底子很好，诚意可嘉，路阳导演练的还是“化功大法”，还有进步空间。”亚洲电影资讯上，影评人艾德礼（Derek Elley）在10分为满分的评分下给了此电影8分。并评价道“一流的武侠电影和与之相称耐人寻味的剧本和表演。”并且是“自《剑雨》以后最令人满意的中国武侠电影“。同样来自《京华时报》的安哲也将本片与《剑雨》联系了起来，认为《绣春刀》是自《剑雨》后唯一能给人带来意料之外的感觉，剧情上虽然无大起大落，但也给人一气呵成的感受。安哲也指出《绣春刀》虽然没具有新鲜套路，但影片中所有的情感表现和人物命运走向都是大时代和社会因素综合作用下的必然结果，而不是单纯为故事情节发展服务，这也是让本片出众的地方。
人民网海外版影评人韩浩月认为，“这是一部新武侠电影，没有模仿的痕迹，没有迂腐陈旧的东西，它有创新性，又不故意标新立异，在整体格局上都有新意”。

## 票房
中国首周播映场次场6.5万，但场均观众只得18人而遇冷，首周四天共收获3,680万人民币位列該周票房榜第六位。次周收3,900万列第四位。至2014年8月27日，《绣春刀》三周票房為8,880萬。最终累计9,322.3万。

## 獎項
| 獎項                             | 類別         | 名字           | 結果 |
| -------------------------------- | ------------ | -------------- | ---- |
| 第51屆金馬獎                     | 最佳男主角   | 張震           | 提名 |
| 第51屆金馬獎                     | 最佳男配角   | 金士傑         | 提名 |
| 第51屆金馬獎                     | 最佳造型設計 | 梁婷婷         | 獲獎 |
| 第51屆金馬獎                     | 最佳剪輯     | 朱利贇、屠亦然 | 提名 |
| 第51屆金馬獎                     | 最佳動作設計 | 桑林           | 提名 |
| 第9屆亞洲電影大獎                | 最佳造型設計 | 梁婷婷         | 提名 |
| 中國電影導演協會2014年度表彰評選 | 年度青年導演 | 路陽           | 獲獎 |
| 中國電影導演協會2014年度表彰評選 | 年度編劇     | 路陽/陈舒      | 提名 |
| 第30屆金雞獎                     | 最佳男配角   | 王千源         | 提名 |
| 第30屆金雞獎                     | 最佳剪輯     | 朱利贇、屠亦然 | 提名 |
| 第十五屆華語電影傳媒大獎         | 最佳電影     | 《繡春刀》     | 提名 |
| 第十五屆華語電影傳媒大獎         | 最佳導演     | 路陽           | 提名 |
| 第十五屆華語電影傳媒大獎         | 最佳男主角   | 張震           | 提名 |
| 第十五屆華語電影傳媒大獎         | 最佳新導演   | 路陽           | 提名 |
| 第十五屆華語電影傳媒大獎         | 最受瞩目电影 | 《繡春刀》     | 獲獎 |